# Jhornan Zamora
Jhornan José Zamora Mota (Caracas, 30 gennaio 1989) è un cestista venezuelano con cittadinanza spagnola.

## Carriera
Con il Venezuela ha disputato i Campionati mondiali del 2019.